# Saint-Jean-le-Rond
Saint-Jean-le-Rond var en kyrkobyggnad i Paris, helgad åt den helige Johannes Döparen. Kyrkan var belägen på vänster sida om katedralen Notre-Dame på Île de la Cité i fjärde arrondissementet.

## Historia
Denna helgedom uppfördes ursprungligen som en centralkyrka med funktion som baptisterium. På 400-talet samlade den heliga Genoveva Paris kvinnor vid baptisteriet för att uppmana dem att inte fly Paris vid hunnernas anstormning utan att istället bekämpa Attila med sina böner.
På 1200-talet byggdes kyrkan om och gavs en rektangulär grundplan. I början av 1600-talet fick kyrkan en klassicerande fasad. Kyrkans portal flankerades av två doriska kolonner, vilka bar upp ett entablement med ett triangulärt pediment. Ovanför detta satt ett litet rosettfönster.
Saint-Jean-le-Rond hade en liten kyrkogård, vilken var belägen inom Cloître Notre-Dame.
Kyrkan Saint-Jean-le-Rond revs år 1748 och dess roll som församlingskyrka övertogs av Saint-Denis-du-Pas.

## Bilder
| - Kyrkan Saint-Jean-le-Rond, till vänster om Notre-Dame, på Truschets och Hoyaus karta över Paris från år 1552. - Kyrkan Saint-Jean-le-Rond, till vänster om Notre-Dame. Gravyr från 1700-talet. - Johannes Döparen med Guds Lamm. |

### Webbkällor
- ”Saint Jean le Rond”. Histoires de Paris. 27 december 2016. https://www.histoires-de-paris.fr/saint-jean-le-rond/. Läst 14 april 2022.